# Quercus walteriana
Quercus walteriana är en bokväxtart som beskrevs av William Willard Ashe. Quercus walteriana ingår i släktet ekar, och familjen bokväxter. Inga underarter finns listade i Catalogue of Life.